# Phyllachora japonica
Phyllachora japonica är en svampart som beskrevs av Cooke & Massee 1890. Phyllachora japonica ingår i släktet Phyllachora och familjen Phyllachoraceae.   Inga underarter finns listade i Catalogue of Life.